# Uylenspiegel

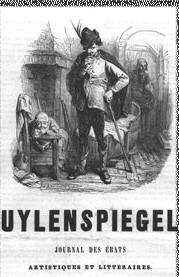

Az Uylenspiegel (teljes nevén Uylenspiegel le Journal des ébats artistiques et littéraires) egy belga hetilap volt, amely Brüsszelben jelent meg 1856 és 1863 között. Megjelenése jelentette a belga irodalom születését. Alapítása felforgatta az egész kort.
Az alapítók közül a belga irodalmárok Félicien Rops-t tartják elsődleges fontosságúnak, aki maga köré gyűjtötte a kor nagy belga alkotóit, mint Karski, Hallaux és Scaron; azután Charles De Coster, Léon Weber és Léon Jouvet. Az első szám 1856. február 3-án jelent meg hangoztatva kritikai szándékát a kultúra területén. Ellentétben a kor anarchista diákújságaival, az Uylenspiegel teljesen önálló akart lenni, minden párt, szervezet és személy felügyelete nélkül.
Az újság az élet örömeit hirdette és az ellenállást, amit De Coster azonos című műve, a Thyl Ulenspiegel is hangoztat. Egy saját, új azonosságot kereső fiatal ország tükörképe ez a lap. Az Uylenspiegel ugródeszkául szolgált a következő nemzedék számára is, úgy mint Camille Lemonnier, Georges Eekhoud, Maurice Maeterlinck, Georges Rodenbach és Émile Verhaeren.
A belga irodalmi élet megjelenésének teret adó újságban Rops illusztrációi is sorra megjelenhettek. Ő az egyetlen belga művész, akit a Belgiumot nagyban kritizáló Baudelaire is elismert.